# Síndrome cardiorenal
La síndrome cardiorenal (SCR) és un terme paraigua que s'utilitza en l'àmbit mèdic que defineix trastorns del cor i els ronyons pel qual “una disfunció aguda o crònica d'un òrgan pot induir una disfunció aguda o crònica de l'altre”. El cor i els ronyons estan involucrats en el manteniment de l'estabilitat hemodinàmica i la perfusió d'òrgans mitjançant una xarxa complexa. Aquests dos òrgans es comuniquen entre si mitjançant diverses vies en una relació interdependent. En un informe del 2004 del National Heart, Lung and Blood Institute, La SCR es va definir com un trastorn on el tractament de la insuficiència cardíaca congestiva es veu limitat per la disminució de la funció renal. Des de llavors, aquesta definició s'ha impugnat de forma repetida, però encara queda poc consens sobre una definició universalment acceptada per a la SCR. En una conferència de consens de l'Acute Dialysis Quality Initiative (ADQI), la SCR es va classificar en cinc subtipus basats principalment en l'òrgan que va iniciar el trastorn, així com l'agudesa de la síndrome.

## Classificació
Ronco i cols. van proposar per primera vegada un sistema de classificació de cinc parts per la SCR el 2008, que també va ser acceptat en la conferència de consens ADQI el 2010. Això inclou:
| Tipus                                  | Desencadenant                             | Trastorn secundari                                                                                                   | Exemple                                                                 |
| -------------------------------------- | ----------------------------------------- | --- | ----------------------------------------------------------------------- |
| Tipus 1 (SCR aguda)                    | Empitjorament brusc de la funció cardíaca | lesions renals | xoc cardiogènic o descompensació aguda d'insuficiència cardíaca crònica |
| Tipus 2 (SCR crònica)                  | Trastorns crònics en la funció cardíaca   | malaltia renal crònica progressiva                                                                                   | insuficiència cardíaca crònica                                          |
| Tipus 3 (síndrome renocàrdica aguda)   | Empitjorament brusc de la funció renal    | trastorn cardíac agut (per exemple, insuficiència cardíaca, arrítmia cardíaca o edema pulmonar)                      | insuficiència renal aguda o glomerulonefritis                           |
| Tipus 4 (síndrome renocàrdica crònica) | Malaltia renal crònica                    | disminució de la funció cardíaca, hipertròfia cardíaca i/o augment del risc d'esdeveniments cardiovasculars adversos | malaltia glomerular crònica                                             |
| Tipus 5 (SCR secundàries)              | Trastorn sistèmic                         | tant disfunció cardíaca com renal                                                                                    | diabetis mellitus, sèpsia, lupus                                        |